# Plesiometra labefacta
Plesiometra labefacta är en insektsart som beskrevs av Thierry Bourgoin 1986. Plesiometra labefacta ingår i släktet Plesiometra och familjen Tettigometridae. Inga underarter finns listade i Catalogue of Life.